# Jan Jordan (zm. przed 1596)
Jan Jordan z Zakliczyna herbu Trąby (druga połowa XVI wieku, zm. przed 1596 r.) – rotmistrz, żupnik krakowski.
Był synem starosty samborskiego Hermolausa Jordana i Katarzyny Wielogłowskiej. W 1540 r. od wdowy Ewy po Cikowskim, kupił Duklę. Rozbudował zamek w Dukli i otrzymał w tym roku od króla Zygmunta Starego przywilej dla tego grodu na odbywanie dwóch dorocznych jarmarków i cotygodniowych targów.  W 1580 r. kupił wieś Siekluk, obecnie Sieklówka. Za Zygmunta Augusta służył na Litwie jako towarzysz w chorągwiach Jana Pileckiego i Jakuba Secygniowskiego, a potem jako rotmistrz. W 1564 r. odznaczył się w działaniach pod Smoleńskiem. W 1568 r. wsławił się w wyprawie Olbrachta Łaskiego pod Oczaków nad Morzem Czarnym. Od r. 1569 dowodził chorągwią jazdy wojska kwarcianego (100 koni) i w r. 1572 brał udział w wyprawie Mikołaja Mieleckiego do Mołdawii. W bitwie pod Chocimem 12 IV jego chorągiew stanowiła część hufca czelnego. Służyło w niej 4 jego braci: Jerzy, Stanisław,  Spytek Wawrzyniec i Krzysztof Jordan. Piąty zaś brat Jakub Jordan dowodził w tej bitwie piechotą i artylerią. Został zabity przed 1596 r.
Po Janie Jordanie, dziedzicem Dukli został Wawrzyniec Jordan (1519 - 1580), kasztelan krakowski - brat przyrodni (z drugiej żony jego ojca Anny Jarosławskiej), który w 1598 roku, przekazał Duklę, jako posag swojej córce Zofii Jordan - żonie Samuela Zborowskiego